# (1426) Riviera
(1426) Riviera, qui pourrait être traduit par Côte d'Azur, est un astéroïde de la ceinture principale.

## Description
(1426) Riviera est un astéroïde de la ceinture principale. Il fut découvert par Marguerite Laugier le 1er avril 1937 à l'observatoire de Nice. Il présente une orbite caractérisée par un demi-grand axe de 2,58 UA, une excentricité de 0,16 et une inclinaison de 9,06° par rapport à l'écliptique.
Il fut probablement nommé d'après la French Riviera, terme anglais désignant de la Côte d'Azur.

## Compléments